# Incydent w Peshkopii
Incydent w Peshkopii – atak terrorystyczny przeprowadzony w lipcu 1994 na posterunek albańskiej straży granicznej w Peshkopii.
10 lipca 1994 grupa ośmiu uzbrojonych osób o 2 w nocy dokonała ataku na posterunek w Peshkopii. Na posterunku przebywali żołnierze albańskiej straży granicznej, którzy odbywali trzymiesięczne szkolenie. Napastnicy otworzyli ogień z broni automatycznej bez ostrzeżenia. Dwóch żołnierzy albańskich zostało zamordowanych we śnie, trzech zostało ciężko rannych. Po incydencie grupa powróciła na terytorium Grecji.
Odpowiedzialność za atak przyjęła na siebie organizacja określająca się jako Front Wyzwolenia Północnego Epiru (grec. Μέτωπο Απελευθέρωσης Βορείου Ηπείρου, ΜΑΒΗ). Nazwa nawiązuje do organizacji greckiego ruchu oporu, działającej w czasie II wojny światowej. Organizacja o takiej nazwie już w latach 80. apelowała o podjęcie walki zbrojnej z Albanią w obronie mniejszości greckiej. MAVI także przypisuje się zorganizowanie w 1984 zamachu bombowego na albańską ambasadę w Atenach.

## Konsekwencje incydentu
Wkrótce po incydencie władze Albanii oświadczyły, że sprawcy incydentu w Peshkopii używali greckich mundurów wojskowych i mówili po grecku, obciążając odpowiedzialnością greckie służby specjalne i przedstawicieli mniejszości greckiej. Poparcie dla sprawców incydentu wyraził grecki tygodnik Stochos, reprezentujący opcję nacjonalistyczną. Rząd grecki zaprzeczył, aby w jakikolwiek sposób ponosił odpowiedzialność za przeprowadzony zamach, a nawet odrzucił tezę, aby jakikolwiek Grek był zamieszany w ten incydent.
Bezpośrednim następstwem incydentu było przeszukanie przez policję albańską pomieszczeń należących do organizacji Omonia (reprezentującej Greków żyjących w Albanii), a następnie aresztowanie pięciu osób z jej kierownictwa pod zarzutem prowadzenia działalności separatystycznej i nielegalnego posiadania broni. W odpowiedzi władze greckie rozpoczęły akcję deportacji albańskich imigrantów, którzy przebywali nielegalnie na terytorium Grecji. Akcja objęła ponad 70 tys. Albańczyków.
21 marca 1995 grecki minister spraw wewnętrznych Stelios Papathemelis poinformował o ujęciu siedmiu osób, podejrzewanych o atak na posterunek w Peshkopii. Przywódcą grupy miał być Anastasios Giorgos, były oficer armii greckiej. Podejrzani stanęli przed sądem, który ich uniewinnił z powodu braku dowodów.